# Andraimon (Sohn des Oxylos)
Andraimon, auch Andraimon der Jüngere, (altgriechisch Ἀνδραίμων Andraímōn) ist in der griechischen Mythologie der Sohn des Oxylos und Gatte der Dryope.
Dryope, die einzige Tochter des Dryops, wurde zuvor von Apollon verführt und brachte nach der Hochzeit mit Andraimon Amphissos zur Welt, den Gründer der Stadt Oite am Oite-Gebirge.
In der Bibliotheke des Apollodor wird das Verwandtschaftsverhältnis zwischen Oxylos und Andraimon irrtümlich umgekehrt und Oxylos zum Sohn des Andraimon erklärt, was möglicherweise auf eine verderbte Schreibung von Haimon, dem korrekten Vatersnamen des Oxylos, zurückzuführen ist.